# Amatitlania nigrofasciata
Цихлазома чернополосая (лат. Amatitlania nigrofasciata) — пресноводная лучепёрая рыба семейства цихлид из Центральной Америки.

## Описание

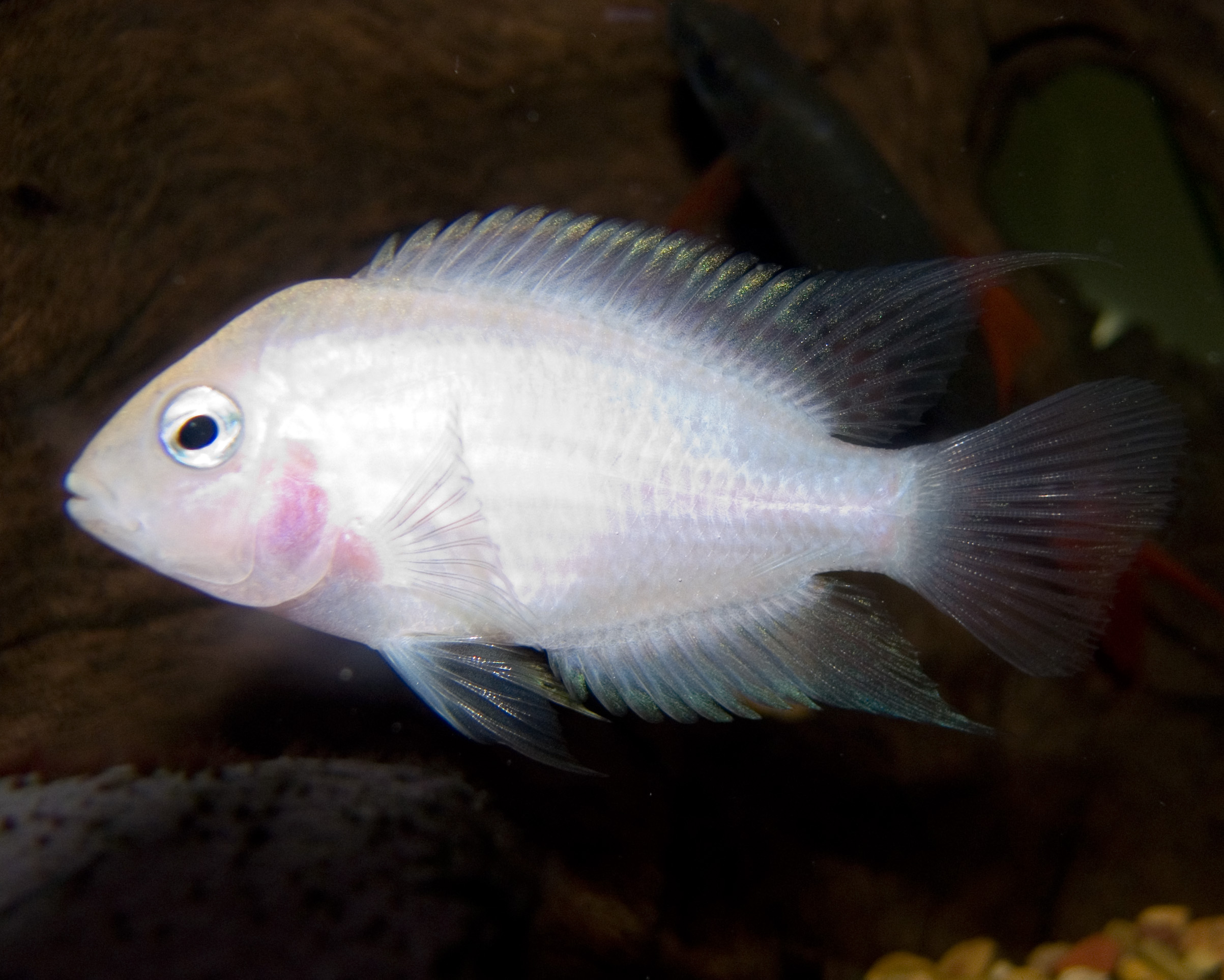
Самец чернополосой цихлазомы с лейцизмом

Стандартная максимальная длина составляет приблизительно 10 см. Вес — 34-36 грамм. Данный вид имеет 8 или 9 черных вертикальных полос на сине-сером теле, а также темное пятно на жаберной крышке. Молодь мономорфна до достижения половой зрелости. Самцы крупнее самок, имеют более заостренные брюшные, спинные и анальные плавники. У старых самцов на лбу часто появляются рудиментарный жировой нарост. Самки окрашены более интенсивно, и имеют оранжевые пятна в брюшной области и на спинном плавнике. Распространена селективно выведеная лейкистическая разновидность.

## Ареал и среда обитания
В дикой природе обитают в озерах и ручьях Центральной Америки от Гватемалы до Панамы, предпочитают места с текущей водой и обилием естественных укрытий. Является популярной аквариумной рыбой и предметом многочисленных исследований поведения рыб. Неприхотливы и всеядны. Как и большинство видов цихлид, проявляют активную заботу о потомстве.